# Bistum Ōita
Das Bistum Ōita (lat.: Dioecesis Oitaensis, japanisch カトリック大分教区, katorikku Ōita kyōku) ist eine in Japan gelegene römisch-katholische Diözese mit Sitz in Ōita.

## Geschichte
Papst Pius XI. gründete die Mission sui juris Miyazaki mit dem Breve Supremi apostolatus am 27. März 1927 aus Gebietsabtretungen des Bistums Fukuoka. Mit der Apostolischen Konstitution Ad potioris dignitatis wurde sie am 28. Januar 1935 zum Bistum erhoben.
Gemäß der Bulle Quae universo verlegte es am 22. Dezember 1961 den Bischofssitz von Miyazaki nach Oita und nahm seinen jetzigen Namen an. 
Das Bistum Oita umfasst die Präfekturen Ōita und Miyazaki auf der Insel Kyūshū. Die Diözese hatte 2011 eine Ausdehnung von 14.071 km² und 2.376.414 Einwohner, davon 6.288 Katholiken. Es gab 26 Pfarreien, 50 Priester (14 Welt- und 36 Ordenspriester), 228 Schwestern und 4 Große Seminaristen.

## Ordinarien

### Superior von Miyazaki
- Vincenzo Cimatti SDB, 1. August 1928 – 28. Januar 1935

### Apostolischer Präfekt von Miyazaki
- Vincenzo Cimatti SDB, 28. Januar 1935 – 21. November 1940
  - Francis Xavier Ichitarō Ideguchi, 1940 – 18. November 1945, Apostolischer Administrator
  - Dominic Senyemon Fukahori, 18. November 1945 – 22. Dezember 1961, Apostolischer Administrator

### Bischöfe von Ōita
- Peter Saburō Hirata PSS, 22. Dezember 1961 – 15. November 1969, dann Bischof von Fukuoka
- Peter Takaaki Hirayama, 15. November 1969 – 10. Mai 2000
- Dominic Ryōji Miyahara, 10. Mai 2000 – 19. März 2008, dann Bischof von Fukuoka
- Paul Sueo Hamaguchi, 25. März 2011 – 28. Dezember 2020
- Sulpizio Shinzo Moriyama ab 5. April 2022